# Shogayaki

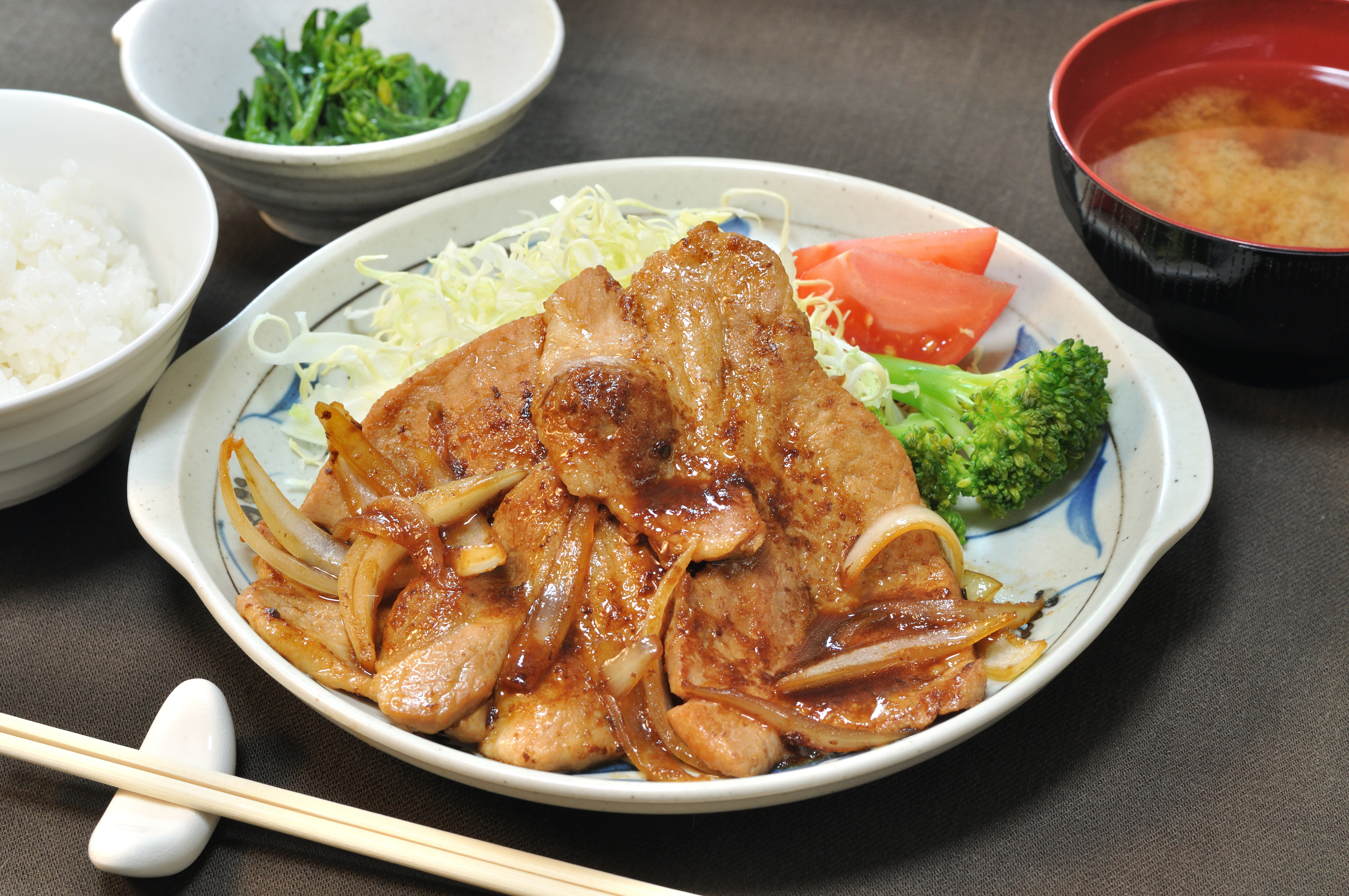
Um prato de shogayaki

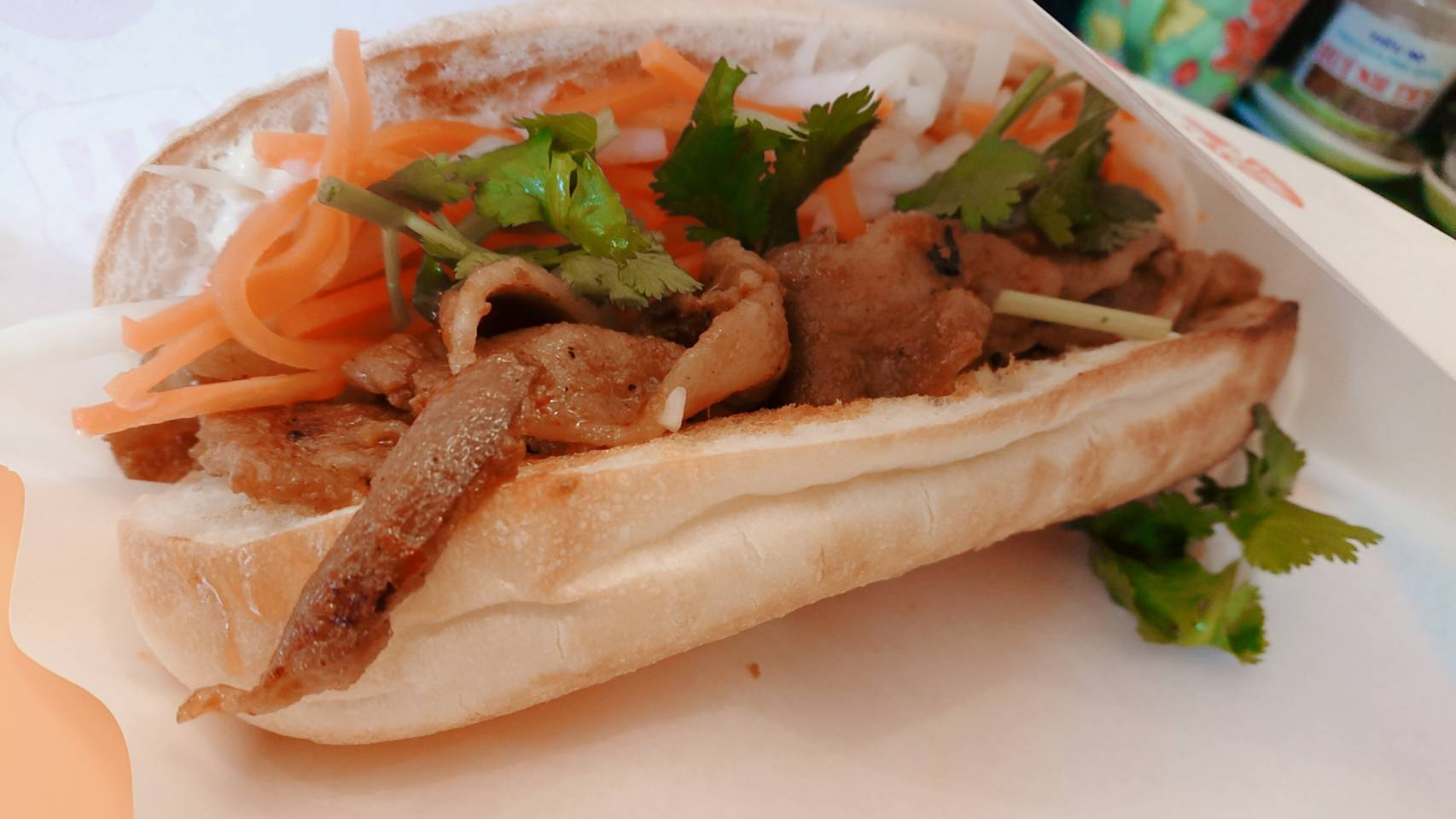

O shogayaki é um prato da culinária japonesa, comum nas casas do Japão, à base de porco e gengibre. É feito com gengibre frito com shoyu e mais alguma carne frita, comumente usados carne de porco, frango ou carne bovina. Ele consiste em fritar a carne e o gengibre e misturar os temperos. Ideal para ser servido com gohan, o arroz japonês e brotos de feijão.

## Origem da palavra shogayaki
O próprio nome da receita já indica seus ingredientes, ele vem do japonês Shoga Yaki, que quer dizer, Gengibre Grelhado, respectivamente.

## História
O Shogayaki, por ser um prato tradicional, de dia-a-dia, é um prato muito antigo, que vem lá do início da cultura japonesa. A culinária japonesa usa bastante o gengibre e o shoyu, fazendo desse, um prato muito típico japonês. Ele é um dos pratos com carne suína mais consumidos no japão, depois do Tonkatsu.